# Rio Tartarugalzinho
O Rio Tartarugalzinho é um rio brasileiro que banha o estado do Amapá.